# 硫酸盐制浆法
硫酸盐制浆法是一种用于生产纸浆的工艺，在被称为蒸煮器的大型压力容器中，使用氢氧化钠和硫化钠将木质素从碎木片中分离，从而获得以纤维素为主要成分的纸浆。一些蒸煮器采用间歇蒸煮的方式，另一些如卡米尔（Kamyr）蒸煮器则采用连续的方式。
从纸浆液体中析取得被称为黑液的废液通过蒸发进行浓缩，并在回收锅炉中燃烧以回收其中的无机物再次在纸浆流程中使用。回收锅炉也为工厂产生高压蒸汽。黑液的无机物部分在被称为苛性华的过程中再生制浆所需的氢氧化钠和硫化钠。
如果使用软木（针叶树）作为木浆原材料，在黑液的蒸发过程中，可以回收一种类皂物质。类皂物质将被酸化以生产妥尔油（以生产树脂酸）、脂肪酸和其他化学物质。同时软木也会产生副产品——松节油。
来自回收锅炉的高压蒸汽，被接入涡轮发电机降低蒸汽压力同时发电。现代采用硫酸盐制浆法的工厂的发电不仅能够自给自足，同时通常会接入本地电网提供电力。除此以外，树皮和木材残余物也通常在一个单独的发电锅炉中燃烧以生成蒸汽。
硫酸盐制浆法的英文名为Kraft process，来源于德语中的kraft，意思是强壮。这个方法是1884年由卡尔·达尔（Carl F. Dahl）开发出来的。现在，纸生产量的80%都是采用这种方法制造出来的。
硫酸盐制浆法与亚硫酸盐制浆法不同，使用对设备腐蚀性小的碱性溶液。亚硫酸盐制浆法不能加工所有树种的木浆，如松树。同时，硫酸盐制浆法比亚硫酸盐制浆法更有效率，它生产出更结实的纤维，但纤维也更粗燥和暗淡，使得漂白更为复杂。
在现代的制浆厂中，蒸煮过程产生的褐木浆（纤维素纤维含有参与的木质素）首先进行清洗，以除去一些溶解的有机物，并进一步通过氧／碱反应脱木素，随后通过酸性（二氧化氯）和碱性（氢氧化钠）联合进行漂白，并用氧气或双氧水加固。
如果生产出来的木浆用于制造牛皮纸或纸箱和包装用纸，木浆则不必要漂白到很白。这这种情况下，木材可以生产更多的纤维。
利用硫酸盐制浆法的纸浆厂和造纸厂具有恶臭气体排放特征的原因在包含硫化氢、甲硫醇、二甲基硫、二甲基二硫，和其他挥发性硫化物在内的副产品。在现代制浆厂外，只有在生产不正常，如停工检修的时候，恶臭气味才能闻到。硫酸盐制浆法的二氧化硫排放量要远远小于亚硫酸盐制浆法。
硫酸盐制浆法的污水在一个生物污水治理车间进行处理，以確保污水没有毒性。